# Абрамцева Наталія Корнеліївна
Наталія Корнеліївна Абрамцева (17 серпня 1954, Москва — 6 лютого 1995 року, там же) — радянська, російська дитяча письменниця.

## Біографія
Наталія Абрамцева народилася в родині військового Корнелія Корнелійовича Абрамцева (зріком відомого письменника-драматурга) і вчительки російської мови та літератури Людмили Миколаївни. Внаслідок перенесеного в ранньому дитинстві захворювання спинного мозку вона була прикута до ліжка. Незважаючи на фізичну недугу, Наталія жила насиченим життям: багато читала, причому не тільки російською, але й англійською та іспанською мовами, писала оповідання, нариси. Але головною справою письменниці стало написання казок.
Всього Наталія Абрамцева написала близько 120 казок та оповідань для дітей і дорослих, 12 театральних п'єс. Вони перекладені багатьма іноземними мовами. За ними ставлять п'єси і мюзикли у театрах Росії, ближнього і далекого зарубіжжя. Твори письменниці лягли в основу сценаріїв мультфільмів. Окремими виданнями вийшли збірки «Казки для добрих сердець», «Веселка у святвечір», «Різдвяні мрії», «Чудеса та й рікі», «Що таке зима», «З ким розмовляють собаки». Перу Наталії Абрамцевої належать кілька сценаріїв телепередачі «На добраніч, малюки!»
У 1985 році виходить її перша книга «Казка про веселу бджолу», у 1988 — збірник «Що таке зима», в 1990 — збірка «День народження», 1992 року — відривний календар для жінок з казками письменниці.
З 1978 року Наталія Абрамцева регулярно публікувалися в газетах «Вечірня Москва», «Сударушка», журналах «Робітниця», «Пізнайко», «Ліза», «Хома» та багатьох інших.
В 1990 році була прийнята до Союзу письменників СРСР.